# Viry, Jura
Viry là một xã trong vùng hành chính Franche-Comté, thuộc tỉnh Jura, quận Saint-Claude, tổng Les Bouchoux. Tọa độ địa lý của xã là 46° 18' vĩ độ bắc, 05° 44' kinh độ đông. Viry nằm trên độ cao trung bình là 761 mét trên mực nước biển, có điểm thấp nhất là 539 mét và điểm cao nhất là 1113 mét. Xã có diện tích 25.40 km², dân số vào thời điểm 1999 là 827 người; mật độ dân số là 33 người/km².

## Thông tin nhân khẩu
| 1962 | 1968 | 1975 | 1982 | 1990 | 1999 |
| ---- | ---- | ---- | ---- | ---- | ---- |
| 469  | 507  | 536  | 654  | 788  | 827  |

## Địa điểm tham quan
Nhà thờ giáo khu được xây trong thế kỉ thứ 18 thay thế cho một nhà thờ cũ.